# (7474) 1992 TC
1992 تي سي (ويعرف أيضًا باسم (7474) 1992 تي سي وفق تسمية الكوكب الصغير) (بالإنجليزية: 1992 TC)‏ هو كويكب ضمن حزام الكويكبات؛ وترتيبه 7474 من حيث الاكتشاف.
اكتُشف هذا الجُرم الفلكي بواسطة روبرت إتش ماكنوت في 1 أكتوبر 1992.

## وصلات خارجية
- (7474) 1992 TC في قاعدة بيانات مختبر الدفع النفاث لأجرام النظام الشمسي الصغيرة

- الاكتشاف · مخطط المدار ·  العناصر المدارية · المعلمات المادية

- (7474) 1992 TC على موقع ويكي سكاي: DSS2, SDSS, GALEX, IRAS, Hydrogen α, X-Ray, Astrophoto, Sky Map, Articles and images